# Federico Dionisi
Federico Dionisi (Rieti, 16 giugno 1987) è un calciatore italiano, attaccante del Livorno.

## Biografia
È fratello minore del calciatore Matteo Dionisi, di ruolo difensore.
Nell’estate 2022, seguendo l’esempio di Gianluigi Buffon con la Carrarese, diventa presidente della Nuova Rieti Calcio, società di cui è co-fondatore e che si pone quale diretta erede del fallito Football Club Rieti, con l’obiettivo di riportare il calcio reatino tra i professionisti nel minor tempo possibile, facendo nello stesso tempo crescere i giovani talenti in tutta la provincia.
Nel 2023, dalla sua unione di intenti con il presidente dell'Amatrice Tito Capriccioli, dalla Nuova Rieti Calcio è nata la S.S.A. Rieti, per intero Società Sportiva Amatrice Rieti, contrapposta alla A.S.D. F.C. Rieti 1936 ASD come erede dello scomparso F.C. Rieti.
Nella stagione 2023-2024 l'S.S.A. ha centrato il double, vincendo sia il proprio girone di Eccellenza, attraverso lo spareggio ai danni della Maccarese, che la Supercoppa Eccellenza Lazio, battendo il Terracina ai calci di rigore. Tuttavia, la squadra non ha fatto pervenire l'iscrizione al campionato di Serie D 2024-2025; la Nuova Rieti Calcio rimane attiva a livello giovanile, con risultati di spicco.

## Caratteristiche tecniche
Seconda punta forte fisicamente, abile nel calciare in porta con entrambi i piedi è dotato di una buona tecnica individuale, possiede inoltre una buona velocità in progressione. All'occorrenza può giocare anche come ala. 
Si dimostra inoltre un ottimo rigorista, ha messo a segno in carriera 33 penalty su 38 calciati.

## Carriera

### Gli inizi
Inizia la sua carriera nella Polisportiva di Cantalice. Successivamente si trasferisce nella Monterotondo nella stagione 2003-2004, nell'estate dello stesso anno viene acquistato dal Messina, che lo lascia un'altra stagione a Monterotondo.
L'anno successivo approda al Messina in Serie A, senza però trovare spazio in prima squadra, coperto da attaccanti di livello come Nicola Amoruso, Arturo Di Napoli e Riccardo Zampagna; termina così la stagione senza presenze ufficiali, ma con un eccellente torneo con la Primavera.
Nella stagione 2005-2006 torna in Serie D al Monterotondo dove colleziona 33 presenze con 17 gol realizzati.
Nella stagione successiva passa alla Cisco Roma in Serie C2 (10 presenze e nessun gol), cosicché a gennaio 2007 passa al Celano a titolo definitivo in Serie C2, dove colleziona 74 presenze con 27 reti realizzate. Il 2 gennaio 2009 viene acquistato dal Livorno concludendo comunque la stagione nella squadra abruzzese in prestito.

### Livorno e Salernitana
Nella stagione 2009-2010 debutta in Serie A con la maglia amaranto del Livorno alla prima giornata di campionato (il 23 agosto 2009 contro il Cagliari all'88' sostituendo Francesco Tavano); collezionerà in tutto 3 presenze in Serie A (le altre due contro Bologna e Inter) e 2 presenze in Coppa Italia con un gol segnato al Torino.
Il 20 gennaio 2010 viene ceduto in prestito alla Salernitana. Il 23 gennaio al suo esordio in Serie B con la squadra campana, subentrato a Francesco Caputo al 31' del secondo tempo, mette a segno subito una doppietta nella partita contro l'Ancona. A fine campionato totalizzerà 18 presenze e 10 reti.

### Ritorno al Livorno e Olhanense

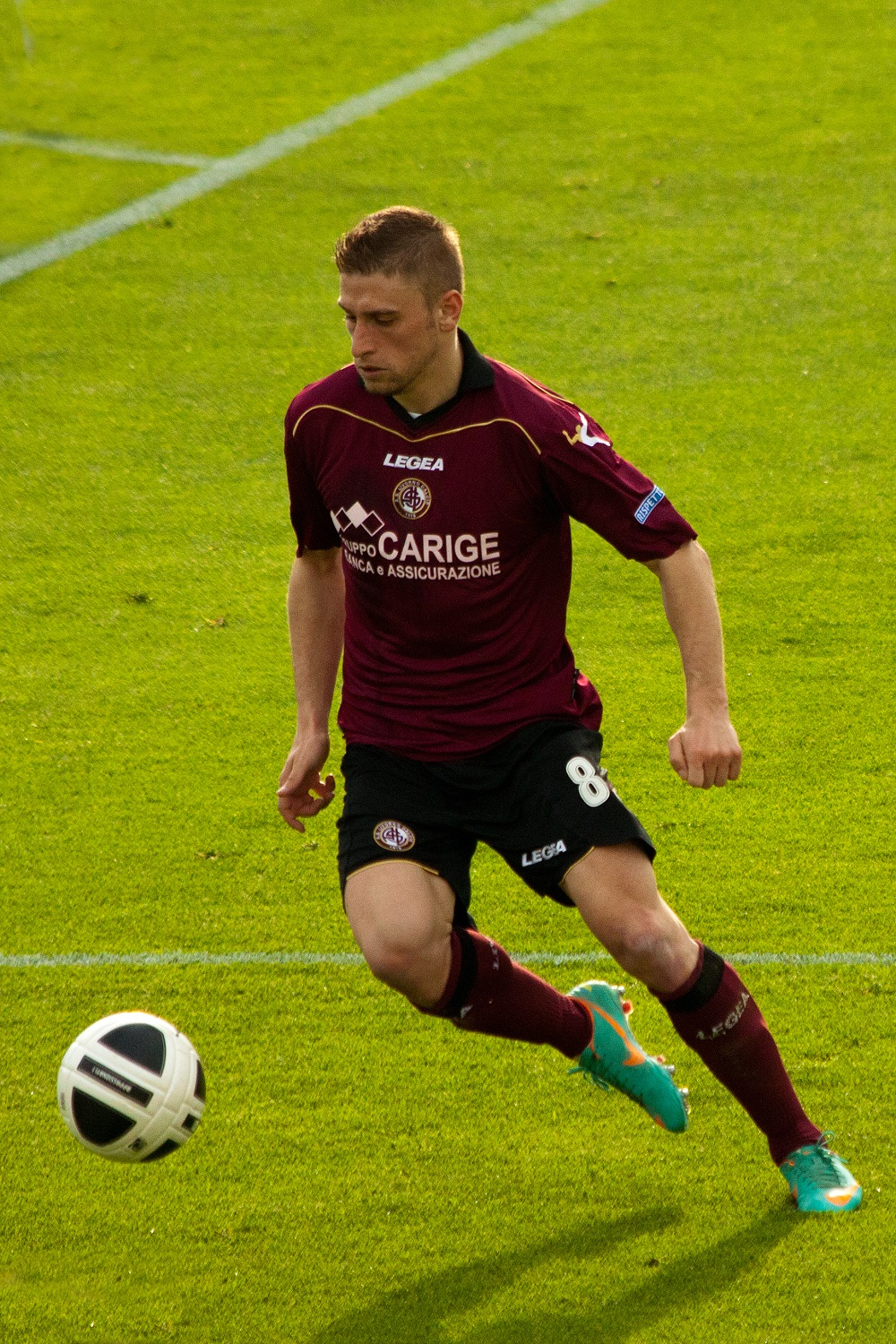
Dionisi in azione con la maglia del nel 2013.

Nella stagione 2010-2011 torna a Livorno dove fa il suo esordio stagionale in Coppa Italia contro la Cremonese subentrando nel secondo tempo. Il 28 agosto fa il suo esordio in campionato e segna subito contro l'AlbinoLeffe. Conclude la stagione con 10 gol in 38 partite.
Il 27 agosto 2011 segna una doppietta alla prima di campionato nella vittoria esterna per 1-2 contro il Crotone. A causa di un infortunio non gioca per un lungo periodo di tempo. Conclude la stagione con 12 reti in 35 presenze.
Nella stagione 2012-2013 comincia con due gol in Coppa Italia contro il Perugia e uno in campionato alla prima giornata contro la Juve Stabia. Il 2 giugno 2013 conquista la Serie A ai play-off con il Livorno.
Il 25 agosto 2013 colleziona la prima e unica presenza nel campionato 2013-2014 contro la Roma. Il successivo 2 settembre viene ceduto in prestito all'Olhanense dove milita nella Primeira Liga. La stagione in Portogallo, terminata con la retrocessione della società portoghese, si chiuderà con 8 reti in 24 presenze.

### Frosinone
Il 28 luglio 2014 il Frosinone ufficializza l'acquisizione del cartellino del giocatore dal Livorno.
Durante la stagione di Serie B 2014-2015 segna 14 gol con i giallazzurri in 36 presenze diventando capocannoniere della squadra e uno dei maggiori protagonisti della prima storica promozione in Serie A del club ciociaro; il 31 maggio 2015 diventa cittadino onorario di Frosinone insieme al resto della squadra. Segna i primi due gol in Serie A il 28 settembre 2015 contro l'Empoli. A fine anno risulta insieme a Daniel Ciofani il miglior marcatore della squadra ciociara con nove gol. 

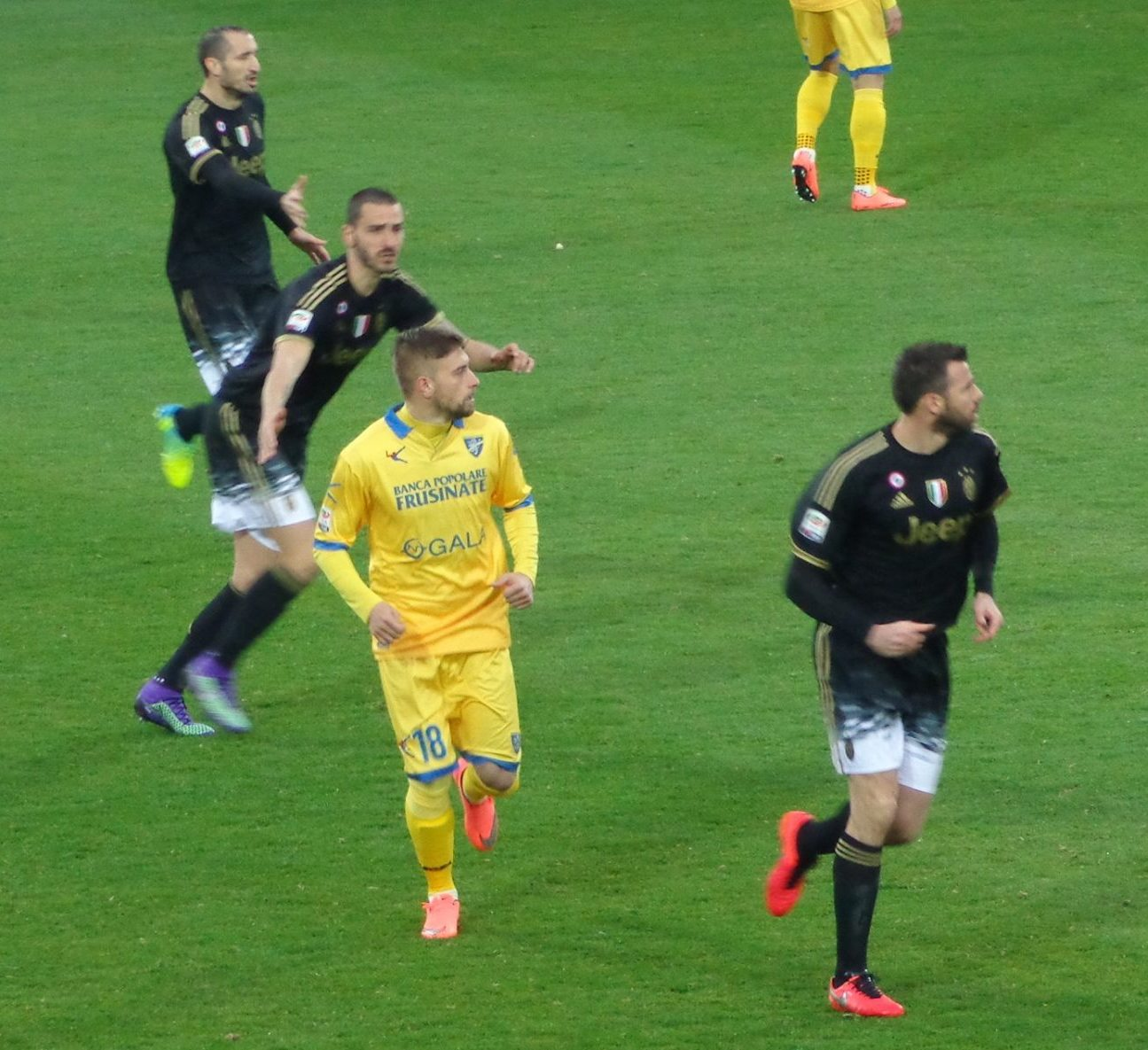
Dionisi in azione contro la nel 2016; sullo sfondo si vedono anche Chiellini, Bonucci e Barzagli.

Il 18 marzo 2017 realizza la sua prima tripletta in carriera nella partita interna valevole per il campionato di Serie B 2016-2017 vinta 3-1 contro il Vicenza. Il 12 agosto 2018 durante la partita di Coppa Italia giocata in casa contro il Südtirol, subisce la rottura del legamento crociato del ginocchio sinistro, costringendolo ad uno stop forzato di almeno sei mesi. Rientrato verso metà marzo, sui campi di gioco, dopo il grave infortunio, segna il suo primo gol stagionale, il 12 maggio 2019, nella sconfitta in casa per 3-1 contro l'Udinese. Nell'estate del 2019 con la partenza di Danilo Soddimo, abbandona dopo tanti anni la divisa numero 18, per indossare la maglia numero 10.
Lascia la società ciociara dopo ben sei anni e mezzo, totalizzando complessivamente 209 incontri e 63 reti, dopo un rapporto conflittuale col tecnico Alessandro Nesta che l’ha spinto ad andarsene.

### Ascoli
Il 25 gennaio 2021 viene acquistato dall'Ascoli con cui firma un contratto fino al giugno 2023. Il successivo 5 febbraio all'esordio, segna una doppietta con il club marchigiano, nella partita vinta in rimonta per 2-1 in trasferta contro il Lecce. Si ripete pochi giorni dopo, segnando su calcio di rigore la rete del definitivo pareggio nei minuti di recupero, proprio contro la sua ex squadra il Frosinone, tuttavia grazie a questa marcatura, sigla anche la centesima rete personale in carriera nel campionato cadetto.
Con il gol segnato contro il Como il 22 aprile 2023 arriva a quota 117 centri in Serie B superando Dario Hubner e raggiungendo Francesco Caputo al settimo posto della classifica dei migliori marcatori della categoria.

### Ternana e terzo ritorno al Livorno
Il 29 agosto passa alla Ternana, in uno scambio che comprendeva il passaggio di Luka Bogdan alla società marchigiana. Con la società rossoverde firma un contratto annuale con opzione per il secondo. Il 29 ottobre segna la sua prima e unica rete con i rossoverdi nella sconfitta per 2-1 in casa del Modena. Purtroppo non riesce a risollevare l'annata della Ternana, che retrocede in Serie C.
Il 1° settembre 2024 ritorna, dopo 11 anni, al Livorno, in Serie D, andando subito in rete (su calcio di rigore) nel successo per 2-1 nella prima giornata ai danni della Trestina.

## Statistiche

### Presenze e reti nei club
Statistiche aggiornate al 22 dicembre 2024.
| Stagione            | Squadra             | Campionato          | Campionato | Campionato | Coppe nazionali | Coppe nazionali | Coppe nazionali | Coppe continentali | Coppe continentali | Coppe continentali | Altre coppe | Altre coppe | Altre coppe | Totale | Totale |
| Stagione            | Squadra             | Comp                | Pres       | Reti       | Comp            | Pres            | Reti            | Comp               | Pres               | Reti               | Comp        | Pres        | Reti        | Pres   | Reti   |
| ------------------- | ------------------- | ------------------- | ---------- | ---------- | --------------- | --------------- | --------------- | ------------------ | ------------------ | ------------------ | ----------- | ----------- | ----------- | ------ | ------ |
| 2003-2004           | Monterotondo        | D                   | 9          | 0          | CI-D            | 1               | 1               | -                  | -                  | -                  | -           | -           | -           | 10     | 1      |
| 2004-2005           | Messina             | A                   | 0          | 0          | CI              | 0               | 0               | -                  | -                  | -                  | -           | -           | -           | 0      | 0      |
| 2005-2006           | Monterotondo        | D                   | 33         | 14         | CI-D            | 2               | 0               | -                  | -                  | -                  | -           | -           | -           | 35     | 14     |
| Totale Monterotondo | Totale Monterotondo | Totale Monterotondo | 42         | 14         |                 | 3               | 1               |                    | -                  | -                  |             | -           | -           | 45     | 15     |
| 2006-gen. 2007      | Cisco Roma          | C2                  | 10         | 0          | CI-C            | 5               | 3               | -                  | -                  | -                  | -           | -           | -           | 15     | 3      |
| gen.-giu. 2007      | Celano              | C2                  | 14+1       | 1          | CI-C            | -               | -               | -                  | -                  | -                  | -           | -           | -           | 15     | 1      |
| 2007-2008           | Celano              | C2                  | 28+3       | 11+2       | CI-C            | 3               | 0               | -                  | -                  | -                  | -           | -           | -           | 34     | 13     |
| 2008-2009           | Celano              | 2D                  | 32         | 15         | CI+CI-LP        | 0+2             | 0               | -                  | -                  | -                  | -           | -           | -           | 34     | 15     |
| Totale Celano       | Totale Celano       | Totale Celano       | 74+4       | 27+2       |                 | 5               | 0               |                    | -                  | -                  |             | -           | -           | 83     | 29     |
| 2009-gen. 2010      | Livorno             | A                   | 3          | 0          | CI              | 2               | 1               | -                  | -                  | -                  | -           | -           | -           | 5      | 1      |
| gen.-giu. 2010      | Salernitana         | B                   | 18         | 10         | CI              | -               | -               | -                  | -                  | -                  | -           | -           | -           | 18     | 10     |
| 2010-2011           | Livorno             | B                   | 38         | 10         | CI              | 2               | 1               | -                  | -                  | -                  | -           | -           | -           | 40     | 11     |
| 2011-2012           | Livorno             | B                   | 35         | 12         | CI              | 2               | 1               | -                  | -                  | -                  | -           | -           | -           | 37     | 13     |
| 2012-2013           | Livorno             | B                   | 35+3       | 13         | CI              | 2               | 3               | -                  | -                  | -                  | -           | -           | -           | 40     | 16     |
| ago.-set. 2013      | Livorno             | A                   | 1          | 0          | CI              | 1               | 0               | -                  | -                  | -                  | -           | -           | -           | 2      | 0      |
| set. 2013-2014      | Olhanense           | PL                  | 24         | 8          | CP+CdL          | 1+2             | 0               | -                  | -                  | -                  | -           | -           | -           | 27     | 8      |
| 2014-2015           | Frosinone           | B                   | 36         | 14         | CI              | 1               | 0               | -                  | -                  | -                  | -           | -           | -           | 37     | 14     |
| 2015-2016           | Frosinone           | A                   | 32         | 9          | CI              | 1               | 0               | -                  | -                  | -                  | -           | -           | -           | 33     | 9      |
| 2016-2017           | Frosinone           | B                   | 40+2       | 17         | CI              | 2               | 0               | -                  | -                  | -                  | -           | -           | -           | 44     | 17     |
| 2017-2018           | Frosinone           | B                   | 35+4       | 10         | CI              | 1               | 0               | -                  | -                  | -                  | -           | -           | -           | 40     | 10     |
| 2018-2019           | Frosinone           | A                   | 9          | 1          | CI              | 1               | 0               | -                  | -                  | -                  | -           | -           | -           | 10     | 1      |
| 2019-2020           | Frosinone           | B                   | 31+4       | 11+1       | CI              | 0               | 0               | -                  | -                  | -                  | -           | -           | -           | 35     | 12     |
| 2020-gen. 2021      | Frosinone           | B                   | 9          | 0          | CI              | 1               | 0               | -                  | -                  | -                  | -           | -           | -           | 10     | 0      |
| Totale Frosinone    | Totale Frosinone    | Totale Frosinone    | 192+10     | 62+1       |                 | 7               | 0               |                    | -                  | -                  |             | -           | -           | 209    | 63     |
| gen.-giu. 2021      | Ascoli              | B                   | 18         | 6          | CI              | -               | -               | -                  | -                  | -                  | -           | -           | -           | 18     | 6      |
| 2021-2022           | Ascoli              | B                   | 30+1       | 9          | CI              | 1               | 0               | -                  | -                  | -                  | -           | -           | -           | 32     | 9      |
| 2022-2023           | Ascoli              | B                   | 33         | 5          | CI              | 1               | 0               | -                  | -                  | -                  | -           | -           | -           | 34     | 5      |
| ago. 2023           | Ascoli              | B                   | 1          | 0          | CI              | 0               | 0               | -                  | -                  | -                  | -           | -           | -           | 1      | 0      |
| Totale Ascoli       | Totale Ascoli       | Totale Ascoli       | 82+1       | 20         |                 | 2               | 0               |                    | -                  | -                  |             | -           | -           | 85     | 20     |
| ago. 2023-2024      | Ternana             | B                   | 22+2       | 1          | CI              | -               | -               | -                  | -                  | -                  | -           | -           | -           | 24     | 1      |
| 2024-2025           | Livorno             | D                   | 16         | 8          | CI-D            | 2               | 0               | -                  | -                  | -                  | -           | -           | -           | 18     | 8      |
| Totale Livorno      | Totale Livorno      | Totale Livorno      | 128+3      | 43         |                 | 11              | 6               |                    | -                  | -                  |             | -           | -           | 142    | 49     |
| Totale carriera     | Totale carriera     | Totale carriera     | 592+20     | 185+3      |                 | 36              | 10              |                    | -                  | -                  |             | -           | -           | 648    | 198    |

## Palmarès
- Serie D: 1

Livorno: 2024-2025 (girone E)
- Scudetto Dilettanti: 1

Livorno: 2024-2025